# Mandaon
Mandaon is een gemeente in de Filipijnse provincie Masbate op het gelijknamige eiland Masbate. Bij de census van 2020 telde de gemeente ruim 44 duizend inwoners.

## Geografie

### Bestuurlijke indeling
Mandaon is onderverdeeld in de volgende 26 barangays:
| - Alas - Ayat - Bat-Ongan - Bugtong - Buri - Cabitan - Cagmasoso - Canomoy - Centro - Dayao - Guincaiptan - Laguinbanwa - Lantangan | - Looc - Mabatobato - Maolingon - Nailaban - Nanipsan - Pinamangcaan - Poblacion - Polo Dacu - San Juan - San Pablo - Santa Fe - Tagpu - Tumalaytay |

### Bevolkingsgroei
Mandaon had bij de census van 2020 een inwoneraantal van 44.122 mensen. Dit waren 2.860 mensen (6,93%) meer dan bij de vorige census van 2015. Ten opzichte van de census van 2000 was het aantal inwoners gegroeid met 12.550 mensen (39,75%). De gemiddelde jaarlijkse groei in die periode kwam daarmee uit op 1,69%, hetgeen lager was dan het landelijk jaarlijks gemiddelde over deze periode (1,79%).

De bevolkingsdichtheid van Mandaon was ten tijde van de laatste census, met 44.122 inwoners op 280,8 km², 157,1 mensen per km².